# Raphael (cràter)

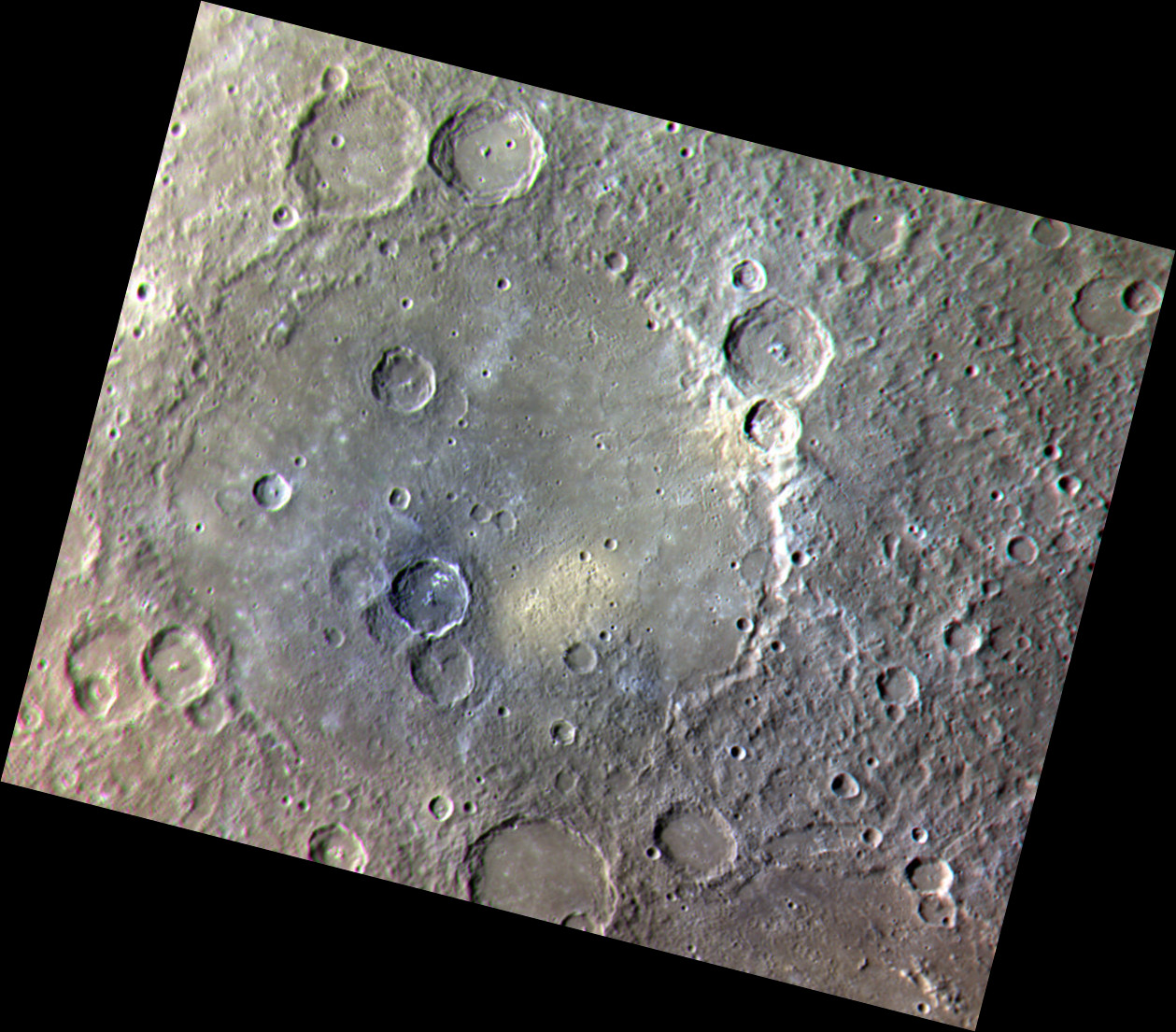
Imatge del cràter Raphael.

Raphael és un cràter d'impacte en el planeta Mercuri de 342 km de diàmetre. Porta el nom del pintor italià Raffaello Sanzio (1483-1520), i el seu nom va ser aprovat per la Unió Astronòmica Internacional el 1976.
A diferència d'altres cràters de Mercuri de mida similar, Raphael no té un anell múltiple.